# Anatra D
L'Anatra D (in russo Анатра-Д?), citato anche come Anade (in cirillico Анатра Анаде), fu un monomotore da ricognizione biplano sviluppato dall'azienda russo imperiale Anatra negli anni dieci del XX secolo.
Primo modello dell'azienda ad essere avviato alla produzione in serie, venne adottato dalla Imperatorskij voenno-vozdušnyj flot, la componente aerea dell'Esercito imperiale russo, durante la prima guerra mondiale rimanendo in servizio, dopo il termine del conflitto, fino alla Guerra civile russa.

## Storia del progetto
Con lo scoppio della Prima guerra mondiale ed il coinvolgimento dell'arma aerea nelle operazioni belliche, la necessità delle forze armate dell'Impero russo di disporre di un'adeguata flotta favorì la fondazione, su iniziativa dell'imprenditore Artur Antonovič Anatra (Артур Антонович Анатра) di una delle prime aziende aeronautiche nel territorio zarista, l'Anatra con sede ad Odessa.
Nel estate 1915 decise di avviare lo sviluppo di un modello adatto alla ricognizione aerea, progetto sviluppato dal francese Elysée Alfred Descamps che riproponeva l'impostazione dei pari ruolo sviluppati nel periodo, monomotore biposto in tandem realizzato principalmente in legno e tela con velatura biplana e carrello fisso.
La zona anteriore della fusoliera era simile a quella del suo predecessore, dotata di un cofano motore che non lo racchiudeva integralmente, aperto verso il basso e dotato di caratteristici fori. L'aereo era anche leggermente più grande e più pesantemente armato, aggiungendo alla mitragliatrice brandeggiabile posteriore a disposizione dell'osservatore-mitragliere una seconda, fissa posizionata in caccia, azionabile dal pilota ed abbinata ad un dispositivo di sincronizzazione che permetteva di sparare senza conseguenze attraverso il disco dell'elica.
Il prototipo, indicato come Anade, venne portato in volo per la prima volta nel dicembre 1915 ma le prove rivelarono una scarsa stabilità di volo, insoddisfacente per poter avviare il modello alla produzione, la cui causa venne identificata in una serie di difetti in fase di progettazione. Si manifestò inoltre una preoccupante fragilità strutturale delle ali che in un volo di prova collassarono causando un incidente in cui morì il pilota collaudatore dell'azienda Jean Robinet. Nella speranza di risolvere i problemi si ritenne quindi necessario introdurre una serie di modifiche tra le quali lo spostamento in avanti del centro di gravità.
Il prototipo così modificato venne riportato in volo, con migliori risultati, nei primi mesi del 1916 e data la manovrabilità ora giudicata soddisfacente avviato alla produzione in serie. Il primo esemplare di serie uscì dagli stabilimenti di Odessa il 16 maggio di quello stesso anno, parte di un iniziale lotto che sarà seguito, interessato da modifiche minori, dai successivi esemplari per un totale di 170 unità, produzione protrattasi fino al 1917.
Nel maggio 1917 venne inoltre realizzata una versione da addestramento, un solo esemplare dotato di doppi comandi e destinato alla formazione dei nuovi piloti.
La positiva evoluzione del progetto si manifestò durante una serie di manifestazioni effettuate dal capitano pilota D. A. Makarov che, tra maggio e giugno del 1917, si esibì con successo in una serie di looping.

## Tecnica
La cellula del velivolo abbinava una fusoliera a sezione rettangolare realizzata con struttura in legno, ricoperta anteriormente nella zona del motore con fogli di alluminio e nella zona centrale e posteriore da fogli di compensato, e caratterizzata dalla presenza di due abitacoli separati posti in tandem, aperti e dotati di un piccolo parabrezza, destinati al pilota e all'osservatore. Posteriormente terminava in un impennaggio classico monoderiva con superfici di controllo ricoperte in tela trattata.
La configurazione alare era biplano-sesquiplana, con l'ala superiore, montata alta a parasole, di apertura leggermente superiore dell'inferiore, montata bassa sulla fusoliera, caratterizzate entrambe da una leggera freccia alare; le due superfici erano collegate tra loro da una doppia coppia di montanti interalari, due per lato, integrati da tiranti in cavetto d'acciaio.
Il carrello d'atterraggio era un semplice biciclo anteriore fisso caratterizzato da ruote di grande diametro collegate tra loro da un assale rigido ed alla fusoliera da un castello tubolare, integrato posteriormente da un pattino d'appoggio collocato sotto la coda.
La propulsione era affidata da un motore Gnome Delta "Monosoupape", un rotativo 9 cilindri raffreddato ad aria in grado di erogare una potenza pari a 100 hp (74,5 kW), collocato all'interno di una cappottatura aerodinamica in alluminio al vertice anteriore della fusoliera ed abbinato ad un'elica bipala a passo fisso.

## Impiego operativo
Gli Anatra D cominciarono ad essere consegnati ai reparti di ricognizione aerea dell'Imperatorskij voenno-vozdušnyj flot nel corso del 1916 rimanendo il servizio di prima linea per quasi tutto il periodo della prima guerra mondiale. Dal 1918 cominciarono ad essere sostituiti da modelli più efficienti e destinati ai reparti di addestramento per la formazione dei nuovi piloti.
Allo scoppio della Rivoluzione d'ottobre, in realtà iniziata nel novembre di quello stesso anno secondo il calendario gregoriano, gli esemplari ancora ritenuti efficienti vennero utilizzati nella risultante Guerra civile russa come equipaggiamento dell'Armata Bianca. Alla sua conclusione gli ultimi esemplari rimasti vennero acquisiti dalla neocostituita aeronautica militare della Repubblica Socialista Federativa Sovietica Russa divenuta in seguito Unione Sovietica.

## Utilizzatori
Impero russo
- Imperatorskij voenno-vozdušnyj flot

 RSFS Russa
- Raboče-Krest'janskij Krasnyj vozdušnyj flot

 Unione Sovietica
- Voenno-vozdušnye sily (periodo postbellico)